# Ivo Hajnal
Ivo Hajnal (* 1961 in Zürich) ist ein österreichischer Indogermanist, Altphilologe, Mykenologe und Politiker.

## Biografie
Hajnal studierte Indogermanische Sprachwissenschaft und Altphilologie an der Universität Zürich, unter anderem beim Indogermanisten Ernst Risch. Das Studium schloss er 1985 mit einer Lizentiatsarbeit zu den ältesten kretischen Inschriften ab. Die Promotion erfolgte 1990 ebenfalls in Zürich mit einer Dissertation zum mykenischen Kasussystem, die Habilitation ebendort 1995 mit einer Schrift zum Vokalismus im Lykischen.
Im Anschluss hatte Hajnal eine Gastprofessur an der Humboldt-Universität Berlin inne, danach von 1998 bis 2001 eine ordentliche Professur für Sprachwissenschaft an der Universität Münster. Seit Frühjahr 2001 ist er Professor für Sprachwissenschaft an der Universität Innsbruck. Von Oktober 2005 an war er in Nachfolge von Christian Smekal Vorsitzender des Senats. Im Oktober 2019 folgte ihm Walter Obwexer als Senatsvorsitzender nach. Seit 2006 ist er Wirkliches Mitglied der philosophisch-historischen Klasse der Österreichischen Akademie der Wissenschaften.
Hajnal ist Mitbegründer der Schweizerischen Text Akademie mit Sitz in Davos, deren Stiftungsrat er vorsteht. Seit September 2018 ist er zudem Mitglied des Stiftungsrates der Luwian Studies mit Sitz in Zürich, dem Eberhard Zangger als Präsident vorsteht.
Bei den Wahlen zum österreichischen Nationalrat 2019 kandidiert Hajnal als Spitzenkandidat für ein Wahlbündnis aus Alternativen Listen, Kommunistischer Partei Österreichs und unabhängigen Linken.

## Forschungsschwerpunkte
Auf dem Gebiet der Historischen Sprachwissenschaft arbeitet Hajnal zur Syntax und zum Sprachkontakt, zu den vorderasiatischen und ägäischen Sprachen der Bronzezeit, zu Sprachgeschichte und Schrift und zu verschiedenen indogermanischen Sprachzweigen (Anatolisch, Baltisch, Griechisch, Indo-Iranisch, Tocharisch), auch in Verbindung mit altertumswissenschaftlichen Disziplinen. Außerdem gibt er die unveröffentlichte Grammatik des mykenischen Griechisch seines Lehrers Ernst Risch postum heraus.
Auf dem Gebiet der angewandten Sprachwissenschaft befasst sich Hajnal mit Fragen des Sprachgebrauchs in der Unternehmenskommunikation und im Corporate Publishing.

## Schriften (Auswahl)
Historische Sprachwissenschaft und Mykenologie
- (Hrsg., unter Mitwirkung von B. Stefan): Die altgriechischen Dialekte. Wesen und Werden. Akten des Kolloquiums Freie Universität Berlin, 19.–22. September 2001. Innsbruck 2007.
- Die Tafeln aus Theben und ihre Bedeutung für die griechische Dialektologie. In: Sigrid Deger-Jalkotzy, Oswald Panagl (Hrsgg.): Die neuen Linear B-Texte aus Theben. Verlag der Österreichischen Akademie der Wissenschaften, Wien 2006, S. 53–69.
- Troia aus sprachwissenschaftlicher Sicht. Die Struktur einer Argumentation. Innsbruck 2003 (Innsbrucker Beiträge zur Sprachwissenschaft, Bd. 109) – Rez. von Helmut Rix, in: Gnomon 77, 2005, S. 385–388, (online).
- Methodische Vorbemerkungen zu einer Palaeolinguistik des Balkanraums. In: Alfred Bammesberger, Theo Vennemann (Hrsgg.): Languages in Prehistoric Europe. Carl Winter, Heidelberg 2003, S. 117–145.
- Feministische Sprachkritik und historische Sprachwissenschaft. Die unterschiedlichen Sichtweisen der Kategorie Genus in Syn- und Diachronie. Innsbruck 2001, (online). (PDF)
- unter Mitarbeit von Basant Srivastav: Zum Verhältnis von Gott und Herrscher auf den neohethitischen Hieroglypheninschriften. Innsbruck 2001, (online). (PDF)
- Mykenisches und homerisches Lexikon. Übereinstimmungen, Divergenzen und der Versuch einer Typologie. Innsbruck 1998 (Innsbrucker Beiträge zur Sprachwissenschaft, Vorträge und Kleinere Schriften, 69).
- Sprachschichten des mykenischen Griechisch. Zur Frage der Differenzierung zwischen „Mycénien normal“ und „Mycénien spécial“. Salamanca 1997 (Suplementos a Minos, Núm. 14).
- Der lykische Vokalismus (Methode und Erkenntnisse der vergleichenden anatolischen Sprachwissenschaft, angewandt auf das Vokalsystem einer Kleincorpussprache). Habilitationsschrift Zürich, Leykam, Graz 1995 (Arbeiten aus der Abt. Vergleichende Sprachwissenschaft Graz, hrsg. von F. Lochner von Hüttenbach et al.).
- Studien zum mykenischen Kasussystem. Walter de Gruyter, Berlin-New York 1995 (= Diss. Zürich 1990).
- Die ältesten kretischen Inschriften. Unveröffentlichte Lizentiatsarbeit Zürich 1985.

Allgemeine Sprachwissenschaft
- (Hrsg.): Thomas V. Gamkrelidze, Selected writings. Linguistic sign, typology and language reconstruction. Innsbruck 2006, (online). (PDF)

Angewandte Sprachwissenschaft
- mit Franco Item: Schreiben und Redigieren – auf den Punkt gebracht! : das Schreibtraining für Kommunikationsprofis. Huber Verlag, Frauenfeld 2000.
- mit Franco Item: Sprachdesign – und Ihr Inserat macht einen guten Job : die Textfibel für Stelleninserate. Werd-Verlag, Zürich 2001.
- mit Torsten Oltmanns u. a.: Macht in Unternehmen: Ein interdisziplinärer Leitfaden durch die ungeschriebenen Gesetze in Organisationen. Gabler, Oktober 2011, ISBN 978-3834929600.

## Auszeichnungen
- 2022: Großes Silbernes Ehrenzeichen für Verdienste um die Republik Österreich[8][9]